# Linden Ashby

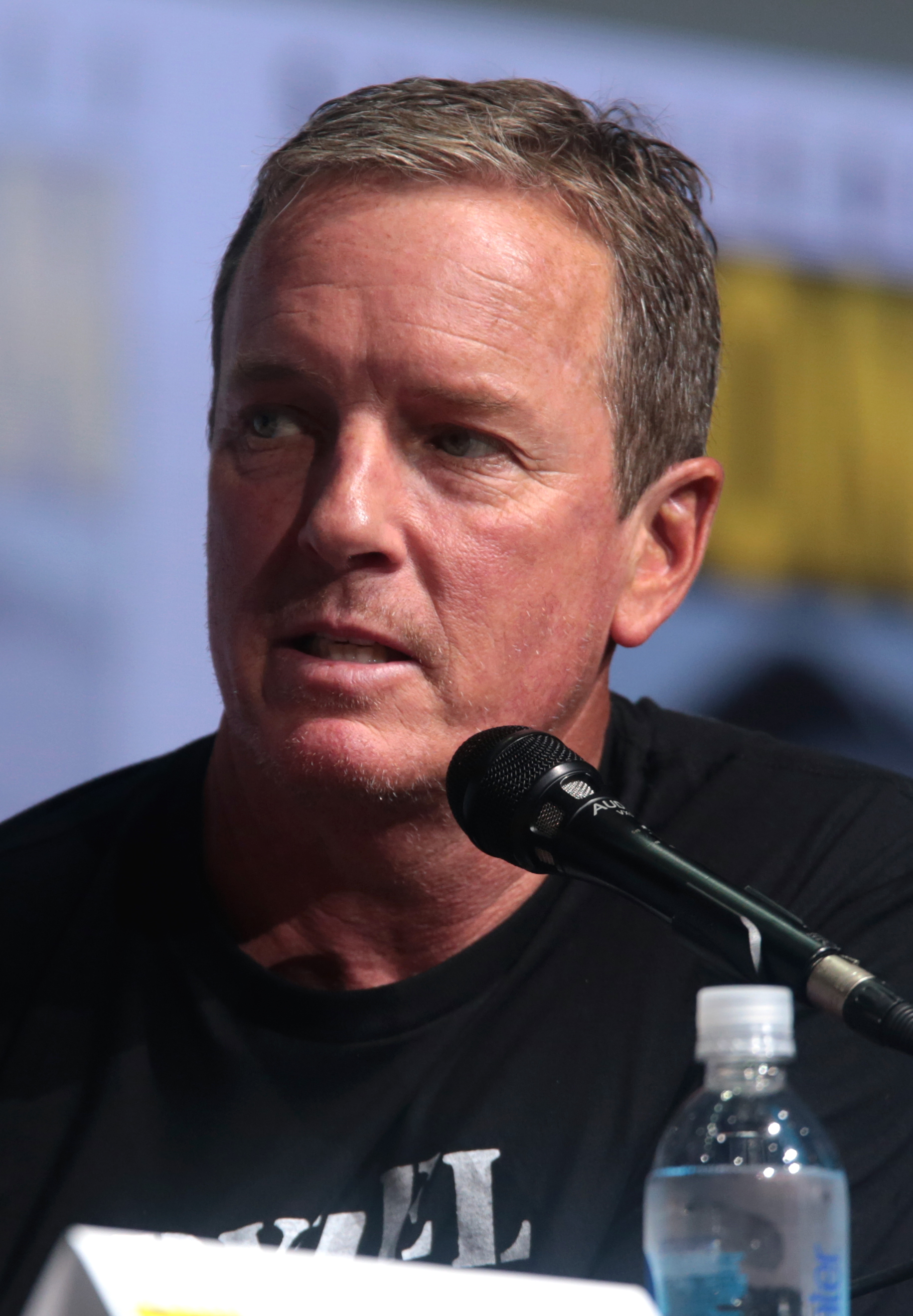
Linden Ashby (2017)

Linden Ashby (* 23. Mai 1960 in Atlantic Beach, Florida; eigentlich Clarence Linden Garnett Ashby III) ist ein US-amerikanischer Schauspieler.

## Leben und Karriere

### Geburt, Kindheit und Ausbildung
Ashby wurde im Jahr 1960 als Sohn des Arzneimittelherstellers Garnett Ashby und dessen Gattin Eleanor Ashby, einer Gemeindebediensteten, in der Küstenstadt Atlantic Beach im nördlichen Teil des US-Bundesstaates Florida geboren. Im Jugendalter besuchte Ashby die Bolles School in Jacksonville, eine private Vorbereitungsschule, und wechselte nach deren Abschluss ans Fort Lewis College mit Sitz in Durango im Südwesten des US-Bundesstaates Colorado. In seinem dritten College-Jahr beendete er sein Studium, da er eine Ausbildung zum Schauspieler anstrebte. Dabei kam er im Neighborhood Playhouse an der Seite einiger späterer bzw. bereits bestehender Schauspielgrößen zum Einsatz und agierte rund zwei Jahre an der Seite von Sanford „Sandy“ Meisner.
Im Jahr 1983 lernte er am Set der Fernsehserie Loving seine spätere Ehefrau Susan Walters kennen, die eine der Hauptrollen innehatte. In dieser Serie kam Ashby in einer Gastrolle zum Einsatz und spielte parallel dazu weiter Theater. So nahm er unter anderem im Jahr 1984 an der Theaterproduktion But Mostly Because It’s Raining am Actor’s Outlet Theatre in New York teil.
Der sportbegeisterte Ashby, der in seiner Schulzeit unter anderem an einer Reihe von Surfwettbewerben teilgenommen hatte, wurde etwa ab dem 21. Lebensjahr in verschiedenen Kampfsportarten und Martial Arts ausgebildet.

### Erste Auftritte in Film und Fernsehen
Nach seiner kurzen Zeit bei der Fernsehserie Loving und der Hochzeit mit Susan Walters am 19. April 1986 folgte Ashbys gemächlicher Durchbruch. Zwischen den Jahren 1987 und 1992 folgten diverse Auftritte in Fernsehserien und Filmen, wie California Bulls, Der Werwolf kehrt zurück, Armes reiches Mädchen – Die Geschichte der Barbara Hutton, China Beach, MacGyver, Mr. & Mrs. Bridge, sowie Fifteenth Phase of the Moon, Into the Sun, Inside Out III.
1993 begann seine eigentliche Karriere als Filmschauspieler. So war er in New Year und Der Mord der unschuldigen Kinder zu sehen und kam ebenfalls 1993 zum ersten Mal in der bekannten Fernsehserie Melrose Place zum Einsatz, in der er in zwei Episoden als Charles Reynolds eingesetzt wurde. 1994 kam er in den Filmen 8 Seconds – Tödlicher Ehrgeiz, Wyatt Earp – Das Leben einer Legende und Green Dolphin Beat zum Einsatz. 1995 bekam er eine der Hauptrollen in der Videospielverfilmung Mortal Kombat aus dem Jahre 1995. Dabei übernahm er für den eigentlich vorgesehenen Brandon Lee, der zwei Jahre zuvor bei Dreharbeiten tödlich verunglückt war, den Charakter Johnny Cage.

### Aufstieg zum Star Mitte der 1990er Jahre
Zwischen 1996 und 2000 spielte Ashby Hauptrollen oder wichtige Nebenrollen in Spielfilmen wie Mörder der Engel, Verhängnisvolle Erbschaft, Blast – Das Atlanta-Massaker, Im Zeichen des Stiers, Wenn die Wahrheit lügt, Judgment Day, Eine dunkle Affäre, Tick Tock, Shelter – Pakt mit dem Feind, Das Grauen am See, Beauty und Murder She Purred: A Mrs. Murphy Mystery.
Er wurde erneut in den erweiterten Cast von Melrose Place geholt. Dabei kam er bis 1998 in 33 Folgen als Dr. Brett „Coop“ Cooper zum Einsatz. Des Weiteren spielte er eine der Hauptrollen in der Fernsehserie Spy Game und kam auch in einer Folge von The Love Boat: The Next Wave zum Einsatz. Im Jahr 2000 war Ashby in allen acht Folgen von The War Next Door in einer Hauptrolle zu sehen.

### Weitere Engagements im neuen Jahrtausend
Im Jahr 2001 spielte er im Film Im Sog der Vergeltung neben Maxwell Caulfield und Alexandra Paul die männliche Hauptrolle und war in einer Episode von The Agency – Im Fadenkreuz der C.I.A. zu sehen. 2002 wurde er in den Filmproduktionen Fits and Starts, Whacked! und Sniper 2 eingesetzt und bekam eine Gastrolle in einer Episode von CSI – Den Tätern auf der Spur. Im Jahr 2003 wurden drei Filme veröffentlicht, in denen Ashby in einer Hauptrolle zu sehen war.
Zudem wurde er in den erweiterten Cast der Seifenoper Schatten der Leidenschaft geholt und für 55 Folgen in der Rolle des Cameron Kirsten eingesetzt. Für seine Leistungen in der Seifenoper wurde er im Jahr 2005 für den Soap Opera Digest Award in der Kategorie Best Villain nominiert, musste sich am Ende allerdings gegen Maurice Benard geschlagen geben.
Im Jahr 2004 schaffte er den Sprung in das Team von Wild Things, wobei er im zweiten Teil der Film-Serie, Wild Things 2, erstmals als Detective Morrison zu sehen war. Im Folgejahr war er im dritten Teil der Film-Serie, der unter dem Namen Wild Things 3 veröffentlicht wurde, in derselben Rolle zu sehen.
Weitere Auftritte hatte er 2005 in den Filmen Verbotene Liebe – Ein mörderisches Spiel und Sub Zero sowie in jeweils einer Episode von CSI: Miami und Eyes, in die er in der gleichen Rolle im Jahr 2007 ein weiteres Mal zurückkehrte.

### Weiterhin aktive Zeit ab 2006
In den Jahren 2006 und 2007 spielte er Hauptrollen in den Filmen Maid of Honor, Last Exit, The Rival, Plot 7 und My Neighbor’s Keeper. Des Weiteren war er im Blockbuster Resident Evil: Extinction aktiv. 2008 folgten Filmauftritte in Prom Night, Dead at 17 und Impact Point. Im gleichen Jahr wurde er auch in den erweiterten Cast von Zeit der Sehnsucht aufgenommen und in 20 Folgen der Seifenoper eingesetzt.
2009 war er in sieben Filmen zum Teil in Hauptrollen zu sehen: Stripped Naked, Against the Dark, Anacondas – Trail of Blood, Hunger, Party Animals 3 – Willkommen auf der Uni, The Joneses und Accused at 17. Daneben wurde er auch in jeweils einer Folge der namhaften Fernsehserien Drop Dead Diva und Army Wives eingesetzt.
2010 folgte für den sportlichen Ashby ein Auftritt in der Miniserie Marry Me sowie ein Engagement für sechs Folgen von The Gates und eine unbekannte Anzahl an Episoden von Teen Wolf. Im Jahr 2011 hatte er einen Auftritt in Girls Club 2 – Vorsicht bissig! (Mean Girls 2) und 2013 in Iron Man 3.

## Familie, Privates, Trivia
- Linden Ashby hat zwei ältere Schwestern.

- Von 1989 bis 1991 sang er in einer Band namens The Loners. Die Band hatte ein in Super 8 produziertes Musikvideo zu ihrer Single Guilty, das unter anderem sogar auf MTV ausgestrahlt wurde.

- Ashby ist ein begeisterter Hobbyflieger, der im Besitz einer eigenen Piper Lance, eines einmotorigen Sechssitzers, ist bzw. war. Die Maschine hatte ihren Einstellplatz die meiste Zeit über in einem Hangar auf dem Van Nuys Airport in Los Angeles.

- Während der sportbegeisterte Ashby bereits in seiner Kindheit als Surfer erfolgreich war, nahm er während seiner Collegezeit auch an Skirennen teil.

- Mit seiner Ehefrau, der Schauspielerin Susan Walters, hat Ashby zwei Töchter (* 1991) und (* 1992).

- Parallel zu seiner Film- und Fernsehkarriere spielte der gebürtige Floridianer auch in verschiedenen Theaterproduktionen, unter anderem in den Jahren 1994 bis 1995 im Whole Theatre in Montclair, wo er im Stück The Sorrows of Frederick zu sehen war.

## Filmografie (Auswahl)
Filme
- 1987: Armes reiches Mädchen – Die Geschichte der Barbara Hutton (Poor Little Rich Girl: The Barbara Hutton Story, Fernsehfilm)
- 1990: Mr. & Mrs. Bridge
- 1991: Die Alptraumbraut (The Perfect Bride, Fernsehfilm)
- 1992: Fifteenth Phase of the Moon (Kurzfilm)
- 1992: Into the Sun
- 1992: Inside Out III
- 1993: New Year (Fernsehfilm)
- 1993: Der Mord der unschuldigen Kinder (Slaughter of the Innocents)
- 1994: 8 Seconds – Tödlicher Ehrgeiz (8 Seconds)
- 1994: Wyatt Earp – Das Leben einer Legende (Wyatt Earp)
- 1994: Green Dolphin Beat (Fernsehfilm)
- 1995: Mortal Kombat
- 1996: Cadillac Ranch
- 1996: Mörder der Engel (Dark Angel, Fernsehfilm)
- 1997: Verhängnisvolle Erbschaft (The Beneficiary, Fernsehfilm)
- 1997: Blast – Das Atlanta-Massaker (Blast)
- 1998: Shelter
- 1998: Das Grauen am See (The Lake, Fernsehfilm)
- 1998: Beauty (Fernsehfilm)
- 1998: Detektiv auf Samtpfoten (Murder She Purred: A Mrs. Murphy Mystery, Fernsehreihe)
- 1999: Im Zeichen des Stiers (Time of Her Time)
- 1999: Wenn die Wahrheit lügt (Where the Truth Lies, Fernsehfilm)
- 1999: Judgement Day – Der jüngste Tag (Judgement Day)
- 2000: Eine dunkle Affäre (Dangerous Attraction)
- 2000: Tick Tock
- 2001: Im Sog der Vergeltung (Facing the Enemy)
- 2002: Fits and Starts
- 2002: Whacked!
- 2002: Sniper 2
- 2003: The Company You Keep
- 2003: A Woman Hunted
- 2003: Shrink Rap
- 2004: Wild Things 2
- 2005: Wild Things 3 (Wild Things: Diamonds in the Rough)
- 2005: Verbotene Liebe – Ein mörderisches Spiel (A Killer Upstairs, Fernsehfilm)
- 2005: Sub Zero
- 2006: Maid of Honor (Fernsehfilm)
- 2006: Last Exit (Fernsehfilm)
- 2006: The Rival (Fernsehfilm)
- 2007: Plot 7
- 2007: My Neighbor’s Keeper (Fernsehfilm)
- 2007: Resident Evil: Extinction
- 2008: Prom Night
- 2008: Mit 17 bist Du tot (Dead at 17, Fernsehfilm)
- 2008: Impact Point
- 2009: Stripped Naked
- 2009: Against the Dark
- 2009: Anacondas – Trail of Blood (Anacondas 4: Trail of Blood, Fernsehfilm)
- 2009: Hunger
- 2009: Party Animals 3 – Willkommen auf der Uni (Van Wilder: Freshman Year)
- 2009: Familie Jones – Zu perfekt, um wahr zu sein (The Joneses)
- 2009: Accused at 17
- 2011: Girls Club 2 – Vorsicht bissig! (Mean Girls 2, Fernsehfilm)
- 2013: Iron Man 3
- 2022: Purple Hearts
- 2023: Teen Wolf: The Movie

Fernsehserien
- 1987: California Bulls (1st & Ten, eine Folge)
- 1987: Der Werwolf kehrt zurück (Werewolf, eine Folge)
- 1989: China Beach (eine Folge)
- 1989–1991: Adam-12 (16 Folgen)
- 1990: Hardball (eine Folge)
- 1990: MacGyver (eine Folge)
- 1991: Equal Justice (eine Folge)
- 1993, 1997–1998: Melrose Place (35 Folgen)
- 1997: Spy Game (alle 13 Folgen)
- 1998: The Love Boat: The Next Wave (eine Folge)
- 2000: The War Next Door (alle 13 Folgen)
- 2001: The Agency – Im Fadenkreuz der C.I.A. (The Agency, eine Folge)
- 2002: CSI – Den Tätern auf der Spur (CSI: Crime Scene Investigation, eine Folge)
- 2003–2004: Schatten der Leidenschaft (The Young and the Restless, 55 Folgen)
- 2005: CSI: Miami (eine Folge)
- 2005–2007: Eyes (2 Folgen)
- 2008: Zeit der Sehnsucht (Days of Our Lives, 22 Folgen)
- 2009: Drop Dead Diva (eine Folge)
- 2009: Army Wives (eine Folge)
- 2010: The Gates (4 Folgen)
- 2010: Marry Me (Miniserie, 2 Folgen)
- 2011–2017: Teen Wolf (88 Folgen)
- 2019–2020: Diebische Elstern (Trinkets)

## Nominierungen
- 2005: Nominiert für den Soap Opera Digest Award in der Kategorie Best Villain in der Seifenoper Schatten der Leidenschaft
- 2017: Nominiert für den Staurn Award in der Kategorie Best Supporting Actor on Television in der Fernsehserie Teen Wolf